# 위성곤
위성곤(魏聖坤, 1968년 2월 18일~)은 대한민국의 정치인이다. 제20·21·22대 국회의원이다.
장흥 위씨 34세손으로 1968년 전라남도 장흥군 유치면 단산리에서 출생하였으나, 8살 때 부모를 따라 외가인 제주도 서귀포로 이사 갔다.
2006년부터 2015년까지 제주특별자치도의회 의원을 역임하였다. 2016년 총선에서 서귀포에 출마해 새누리당의 강지용 후보를 꺾고 의원직에 당선되었다. 20대 국회에서 농림축산식품해양수산위원회에 배정되었다.

## 학력
- 서귀포국민학교 졸업
- 서귀포중학교 졸업
- 서귀포고등학교 졸업
- 제주대학교 농과대학 원예학 학사
- 제주대학교 행정대학원 정치외교학과 석사과정 수료

## 경력
- 제주대학교 총학생회장
- 서귀포고등학교 총동창회 이사
- 제주대학교 총동창회 이사
- 동홍동연합 청년회장
- 동홍동주민자치위원회 위원
- 제주주민자치연대 감사
- 서귀포문화사업회 부회장
- 서귀포신문사 기획실 차장
- 동홍동마을회 운영위원
- 제주도연합청년회 기획실장
- 대통령직속 국가균형발전위원회 자문위원
- 2006년 5월 31일: 제4회 전국동시지방선거 당선(민선 4기, 제주특별자치도 제22선거구, 열린우리당, 초선)
- 2006년 7월~2010년 6월: 제8대 제주특별자치도의회 의원(민선 4기, 제주특별자치도 제22선거구, 열린우리당→대통합민주신당→통합민주당→민주당, 초선)
  - 2006년 7월~2010년 6월: 제8대 제주특별자치도의회 환경도시위원회 위원
  - 2006년 7월~2010년 6월: 제8대 제주특별자치도의회 지방재정연구회 간사
  - 2006년 7월~2010년 6월: 제8대 제주특별자치도의회 세계환경수도조성 실무위원회 위원
- 2010년 6월 2일: 제5회 전국동시지방선거 당선(민선 5기, 제주특별자치도 제22선거구, 민주당, 재선)
- 2010년 7월~2014년 6월: 제9대 제주특별자치도의회 의원(민선 5기, 제주특별자치도 제22선거구, 민주당→민주통합당→민주당→새정치민주연합, 재선)
  - 2010년 7월~2012년 6월: 제9대 제주특별자치도의회 전반기 행정자치위원회 위원장
- 제주특별자치도축구협회 부회장
- 제주특별자치도관광협회 부회장
- 2014년 6월 4일: 제6회 전국동시지방선거 당선(민선 6기, 제주특별자치도 제22선거구, 새정치민주연합, 3선)
- 2014년 7월~2015년 12월: 제10대 제주특별자치도의회 의원(민선 6기, 제주특별자치도 제22선거구, 새정치민주연합, 3선)
- 더불어민주당 중앙당 농어민위원회 부위원장
- 민주평화통일자문회의 자문위원
- 사람사는세상 노무현재단 제주위원회 공동대표
- 2016년 4월 13일: 대한민국 제20대 국회의원 선거 당선(제주 서귀포시, 더불어민주당, 초선)
- 2016년 5월~: 더불어민주당 제주특별자치도당 서귀포시 지역위원회 위원장
- 2016년 9월~2017년 5월: 더불어민주당 정책위원회 부의장
- 2017년 4월~2017년 5월: 제19대 대통령 선거 더불어민주당 문재인 후보 국민주권선거대책위원회 총괄부본부장
- 2017년 5월~2018년 5월: 더불어민주당 원내부대표 (지방분권)
- 2018년 1월~2018년 7월: 더불어민주당 전국농어민위원회 위원장
- 2018년 2월~2018년 8월: 더불어민주당 제주특별자치도당 위원장
- 2018년 10월~2020년 10월: 더불어민주당 전국농어민위원회 위원장
- 2020년 4월 15일: 대한민국 제21대 국회의원 선거 당선(제주 서귀포시, 더불어민주당, 재선)
- 2021년 5월~2022년 9월: 더불어민주당 정책위원회 제5정책조정위원장
- 2021년 6월~2021년 11월: 더불어민주당 제20대 대통령 선거 경선기획단 위원(재선 대표)
- 2022년 7월~2023년 5월: 더불어민주당 원내정책수석부대표
- 2022년 8월~2024년 7월: 더불어민주당 제주특별자치도당 위원장
- 2024년 4월 10일: 대한민국 제22대 국회의원 선거 당선(제주 서귀포시, 더불어민주당, 3선)
- 2024년 6월~2024년 8월: 더불어민주당 전국당원대회준비위원회 부위원장
- 2024년 10월~: 더불어민주당 탄소중립위원회 위원장
- 2025년 5월~2025년 6월: 제21대 대통령 선거 더불어민주당 이재명 대통령 후보 대한민국대전환 선거대책위원회 제주특별자치도당 총괄선거대책위원장
- 2025년 6월~2025년 8월: 국정기획위원회 경제2분과 위원

### 의정 활동
- 2016년 5월 30일~2020년 5월 29일: 제20대 국회의원 (제주 서귀포시, 더불어민주당, 초선)
  - 2016년 6월~2018년 5월: 제20대 국회 전반기 농림축산식품해양수산위원회 위원
  - 2016년 6월~2017년 5월: 제20대 국회 전반기 예산결산특별위원회 위원
  - 2016년 7월~2017년 7월: 제20대 국회 지방재정분권특별위원회 위원
  - 2017년 5월~2018년 5월: 제20대 국회 전반기 운영위원회 위원
  - 2017년 12월~2018년 5월: 제20대 국회 청년미래특별위원회 위원
  - 2018년 7월~2020년 5월: 제20대 국회 후반기 산업통상자원중소벤처기업위원회 위원
  - 2018년 10월~2019년 6월: 제20대 국회 윤리특별위원회 위원
  - 2019년 8월~2020년 5월: 제20대 국회 후반기 예산결산특별위원회 위원
- 2020년 5월 30일~2024년 5월 29일: 제21대 국회의원(제주 서귀포시, 더불어민주당, 재선)
  - 2020년 6월~2021년 6월: 제21대 국회 전반기 농림축산식품해양수산위원회 위원
  - 2020년 6월~2021년 5월: 제21대 국회 전반기 예산결산특별위원회 위원
  - 2020년 9월~2022년 5월: 제21대 국회 전반기 농림축산식품해양수산위원회 농림축산식품법안심사소위 위원장
  - 2021년 6월~2022년 5월: 제21대 국회 전반기 농림축산식품해양수산위원회 간사
  - 2022년 5월~2022년 5월: 제21대 국회 전반기 농림축산식품해양수산위원회 위원장 직무대리
  - 2022년 7월~2024년 5월: 제21대 국회 후반기 농림축산식품해양수산위원회 위원
  - 2022년 7월~2023년 6월: 제21대 국회 후반기 여성가족위원회 위원
  - 2023년 2월~2024년 5월: 제21대 국회 기후위기 특별위원회 간사
  - 2023년 6월~2024년 5월: 제21대 국회 후반기 예산결산특별위원회 위원
- 2024년 5월 30일~: 제22대 국회의원(제주 서귀포시, 더불어민주당, 3선)
  - 2024년 6월~: 제22대 국회 전반기 행정안전위원회 위원
  - 2024년 6월~2025년 6월: 제22대 국회 전반기 예산결산특별위원회 위원
  - 2025년 1월~: 제22대 국회 12·29 여객기 참사 진상규명과 피해자 및 유가족의 피해구제를 위한 특별위원회 위원
  - 2025년 3월~2025년 8월: 제22대 국회 기후위기 특별위원회 위원
  - 2025년 8월~: 제22대 국회 기후위기 특별위원회 위원장

## 전과
- 공용물건손상, 특수공무집행방해, 특수공무집행방해치상, 일반교통방해, 폭력행위등처벌에관한법률위반, 지방의회의원선거법위반, 집회및시위에관한법률위반, 화염병사용등의처벌에관한법률위반: 징역 1년 6월 집행유예 2년 - 1992년 11월 6일 선고, 1993년 3월 6일 특별사면복권[3]

## 역대 선거 결과
|  | 39.11% |

|  | 66.14% |

|  | 66.44% |

|  | 53.52% |

|  | 55.48% |

|  | 54.00% |

## 소속 정당
| 소속 정당 | 소속 정당      | 소속 기간 | 비고      |
| --------- | -------------- | --------- | --------- |
|           | 열린우리당     | 2006~2007 | 정계 입문 |
|           | 대통합민주신당 | 2007~2008 | 합당      |
|           | 통합민주당     | 2008      | 합당      |
|           | 민주당         | 2008~2011 | 당명 변경 |
|           | 민주통합당     | 2011~2013 | 합당      |
|           | 민주당         | 2013~2014 | 당명 변경 |
|           | 새정치민주연합 | 2014~2015 | 합당      |
|           | 더불어민주당   | 2015~현재 | 당명 변경 |

## 같이 보기
- 서귀포시 (선거구)
- 서귀포시의 국회의원